# Austin Rawlinson
Austin Rawlinson, né le 7 novembre 1902 à West Derby et mort le 25 novembre 2000 à Liverpool, un nageur, un joueur de water-polo et un dirigeant sportif britannique.

## Biographie
Austin Rawlinson est le premier nageur britannique à adopter dès 1915 le « dos crawlé » (par opposition au « dos brassé » généralement pratiqué) à l'image de l'Américain Harry Hebner au 100 mètres dos masculin aux Jeux olympiques de 1912 à Stockholm. Rawlinson est aussi le premier Britannique à remporter un championnat national avec ce style. Il est ainsi champion national du 150 yards dos à cinq reprises de 1921 à 1926,,. Il bat aussi trois fois le record nationale de la distance.
Aux Jeux olympiques d'été de 1924 à Paris, il est donc engagé sur le 100 mètres dos. Il remporte sa série en 1 min 18 s 80 ; il se classe deuxième de sa demi-finale en 1 min 19 s 20, mais il ne réalise que le cinquième et dernier temps de qualification pour la finale. Il y finit cinquième et dernier en 1 min 20 s. Il participe aux Championnats d'Europe de natation de 1927.
Il entame alors une carrière dans la police à Liverpool. Il devient Inspecteur en novembre 1941 et atteint le grade de Superintendant avant de prendre sa retraite en 1951. Il continue à nager et jouer au water-polo pour l'équipe de la police,,,. Son équipe de water-polo atteint la finale du championnat national en 1931. 
Il est aussi bénévole au sein des instances de l'Amateur Swimming Association, la fédération britannique. Ainsi, il encadre l'équipe britannique aux Championnats d'Europe de natation de 1958 (13 médailles dont cinq en or) et lors des Jeux olympiques de 1960 à Rome (3 médailles, une de chaque). En 1968, il est élu à la tête de l'Amateur Swimming Association,,,.
En 1961, il est fait Membre de l'Empire Britannique par la reine Élisabeth pour ses services rendus à la natation. En 1965, la piscine de Speke (un quartier de Liverpool) est nommée en son honneur. En 1994, il entre à l'International Swimming Hall of Fame,,,. Il tenait aussi une chronique de natation, jusqu'à sa mort, pour le Liverpool Echo.